# Codice ATC C08
Il codice ATC C08 "Calcio-antagonisti" è un sottogruppo del sistema di classificazione Anatomico Terapeutico e Chimico, un sistema di codici alfanumerici sviluppato dall'OMS per la classificazione dei farmaci e altri prodotti medici. Il sottogruppo C08 fa parte del gruppo anatomico C, farmaci per l'apparato circolatorio.
Codici per uso veterinario (codici ATCvet) possono essere creati ponendo la lettera Q di fronte al codice ATC umano: QC08...
Numeri nazionali della classificazione ATC possono includere codici aggiuntivi non presenti in questa lista, che segue la versione OMS.

## C08C Calcioantagonisti selettivi con prevalente effetto vascolare

### C08CA Derivati delle diidropiridine
C08CA01 Amlodipina
C08CA02 Felodipina
C08CA03 Isradipina
C08CA04 Nicardipina
C08CA05 Nifedipina
C08CA06 Nimodipina
C08CA07 Nisoldipina
C08CA08 Nitrendipina
C08CA09 Lacidipina
C08CA10 Nilvadipina
C08CA11 Manidipina
C08CA12 Barnidipina
C08CA13 Lercanidipina
C08CA14 Cilnidipina
C08CA15 Benidipina
C08CA16 Clevidipina
C08CA55 Nifedipina, associazioni

### C08CX Altri calcio-antagonisti selettivi con prevalente effetto vascolare
C08CX01 Mibefradil

## C08D Calcio-antagonisti selettivi con effetti cardiaci diretti

### C08DA Derivati della fenilalchilamina
C08DA01 Verapamil
C08DA02 Gallopamil
C08DA51 Verapamil, associazioni

### C08DB Derivati delle benzotiazepine
C08DB01 Diltiazem

## C08E Calcio-antagonisti non selettivi

### C08EA Derivati delle fenilalchilamine
C08EA01 Fendilina
C08EA02 Bepridil

### C08EX Altri calcio-antagonisti non selettivi
C08EX01 Lidoflazina
C08EX02 Perexilina

## C08G Calcio-antagonisti e diuretici

### C08GA Calcio-antagonisti e diuretici
C08GA01 Nifedipina e diuretici
C08GA02 Amlodipina e diuretici